# Jean Antoine Rossignol

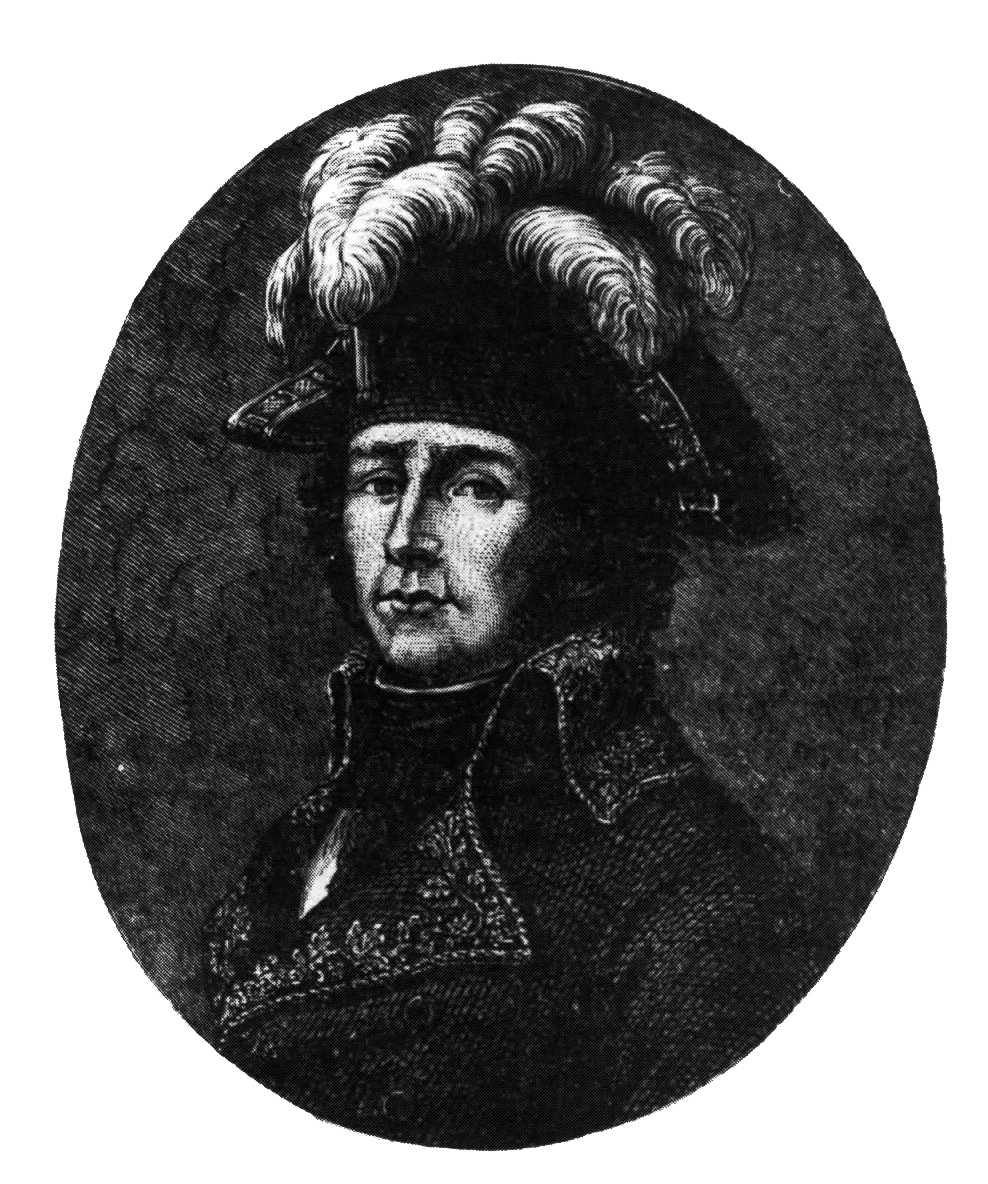

Jean Antoine Rossignol (ur. 7 listopada 1759 w Paryżu, zm. 27 kwietnia 1802 w Anjouan) – francuski rewolucjonista, generał wojsk republikańskich.

## Przed rewolucją
Rossignol urodził się w wielodzietnej rodzinie robotniczej. Ukończył tylko szkołę podstawową, następnie został uczniem u złotnika. Jako siedemnastolatek uciekł ze stolicy w poszukiwaniu lepszego zajęcia, był w Bordeaux i La Rochelle, jednak rozczarowany kolejnymi niepowodzeniami wrócił po pół roku i zdecydował się na wstąpienie do wojska. Pod fałszywym nazwiskiem Francœur (dosł. „szczere serce”) zaciągnął się do stacjonującego w Dunkierce pułku piechoty. Służył do 1783, kiedy otrzymał urlop i na nowo zaczął wykonywać zawód złotnika.

## Działalność rewolucyjna w Paryżu
14 lipca 1789 Rossignol wziął udział w ataku na Bastylię, po czym ochotniczo wstąpił do oddziału Gwardii Narodowej formowanego przez sekcję Quinze-Vingts, w którym szybko awansował na stopień sierżanta. Współredagował sekcyjny biuletyn Dziennik ludzi 14 lipca oraz brał udział w przygotowaniach do powstania 10 sierpnia 1792. Wybrany po jego zwycięstwie do Komuny Paryża, wszedł do jej pierwszej Rady Generalnej oraz do Komitetu Czujności Rewolucyjnej. Również w sierpniu 1792 został mianowany porucznikiem żandarmerii narodowej.

## Udział w wojnach wandejskich
W kwietniu 1793 Rossignol został wysłany do walki z powstaniem w Wandei i awansowany przez gen. Ronsina na generała, po czym postawiony na czele Armii Wybrzeża La Rochelle. Nominację tę potwierdził Konwent Narodowy 27 lipca 1793. Rossignol, niemający doświadczenia wojskowego związanego z dowodzeniem tak dużymi jednostkami, odnosił jednak niewielkie sukcesy, zamiast tego dokonywał napaści na ludność cywilną, paląc całe wsie. Kiedy informacje o jego postępowaniu dotarły do Paryża, został zaatakowany w Konwencie Narodowym przez Leonarda Bourdona i Philippe’a de Montaigu, jednak w jego obronie wystąpił Georges Danton. 29 września 1793 Rossignol został przeniesiony na stanowisko generała Armii Wybrzeży Brestu, zaś w listopadzie został równocześnie głównodowodzącym Armii Wschodu (do 4 grudnia) i Armii Wybrzeży Cherbourga (do 25 grudnia).
Brak doświadczenia Rossignola sprawiał, że nie cieszył się on autorytetem nawet wśród swoich podkomendnych; jego spory z zastępcami i komisarzem Konwentu Philippeaux doprowadziły republikanów do klęski w walkach pod Saumur. Jego obrońcy, w tym inny walczący w Wandei generał republikański Louis Marie Turreau, podkreślali, że Rossignol był szczerym patriotą i odznaczał się osobistą odwagą. Ostatecznie 27 kwietnia 1794 Rossignol został zawieszony przez Komitet Ocalenia Publicznego, a następnie całkowicie wycofał się z życia wojskowego po sporze z Billaudem-Varenne o swoje związki z Dantonem i klubem kordelierów. Zamieszkał w Orleanie.

## Poprzewrocie thermidoriańskim
2 sierpnia 1794, podejrzewany o czynne wspieranie jakobinów, został aresztowany i przebywał w więzieniu do 25 października 1795. Po wyjściu na wolność przystał do Sprzysiężenia Równych, które liczyło na jego popularność wśród ubogich paryżan w czasie planowanej rewolucji. 11 maja 1796 został za to aresztowany, jednak sąd w Vendome uniewinnił go. Za czasów Dyrektoriatu ponownie służył w armii, z której został zwolniony w 1797, podejrzewany o dalsze rozprzestrzenianie idei rewolucyjnych w swoim otoczeniu.
Po przejęciu władzy przez Napoleona Bonaparte został uznany za osobę niepożądaną i wydalony z Paryża. W 1801, w czasie represji wymierzonych w jakobinów, wyjęto go spod prawa i skazano na deportację, w czasie której zmarł na gorączkę tropikalną.
Rossignol jest bohaterem komiksu Jeana Olliviera i Christiana Gaty’ego Rossignol, un citoyen de la révolution z 1988.